# デイビー・リチャーズ
デイビー・リチャーズ（Wesley David "Davey" Richards、1983年3月1日 - ）は、アメリカ合衆国の男性プロレスラー。

## 来歴
トニー・コジーナのコーチを受け、2004年6月にプロレスデビュー。主に西海岸の独立系団体を渡り歩いた。
2005年10月に、PWGではスーパー・ドラゴンとのコンビでPWGタッグ王座を獲得した。
2006年4月8日、アメリカの独立系団体で活動する若手の登竜門とされるECWAスーパー8トーナメントに出場。チャーリー・ハースら強豪を次々と破って優勝し、一躍スターダムにのし上がる。5月にPWGタッグ王座を失うものの、同年9月3日にPWGで開催されたバトル・オブ・ロサンゼルス2006トーナメントでCIMAを破って初優勝。日本でもその名前が知られるところとなる。6月3日、ジミー・レイヴ戦でROHに初出場。以後、レギュラーとして継続参戦を果たした。8月5日には待望のKENTA戦が実現し、敗れたものの高い評価を得た。

2007年初頭、ロドリック・ストロング率いるユニットノー・リモーズ・コープスへの加入に伴いヒール・ターン。以後、主にロッキー・ロメロとのタッグで活躍し、2008年にはROH世界タッグ王座を獲得した。
7月、プロレスリング・ノアに参戦。ブライアン・ダニエルソンとのコンビで日テレ杯争奪ジュニアヘビー級タッグリーグ戦に参加した。
2008年も同ジュニアヘビー級タッグリーグ戦にダニエルソンと出場した。
2009年にはエディ・エドワーズとアメリカン・ウルブズなるタッグチームを結成してROH世界タッグ王座を奪取。
2010年、新日本プロレスBEST OF THE SUPER Jr.に参戦し以降、新日に継続出場していた。
2011年10月10日、ロッキー・ロメロとのタッグチーム「ノー・リモーズ・コープス」でApollo55（プリンス・デヴィット、田口隆祐組）からIWGPジュニアタッグ王座を奪取。
2012年1月4日、東京ドーム大会のIWGPジュニアタッグ戦でApollo55のリマッチに敗北。同王座から陥落するも、リマッチ権を行使。2月12日の大阪大会でApollo55に勝利しIWGPジュニアタッグ王座を奪還する。3月10日、名古屋大会でプリンス・デヴィットが保持するIWGPジュニアヘビー級王座に一昨年12月、昨年11月と通算3度目の挑戦、同じ相手だったがブラディサンデーで敗れた。5月、アメリカに帰国中、交通事故に巻き込まれ負傷、同月3日の福岡大会で予定されていたIWGPジュニアタッグ戦が中止となり、同王座を返還（返還式ではパートナーのロメロが菅林社長に返還する）。また、同月5日と6日に予定されていた試合も欠場、出場予定だったBEST OF THE SUPER Jr.ⅩⅨの全戦欠場となってしまう事となった。
2014年1月、エディ・エドワーズと共にTNAと契約して入団。ザ・ウルブス（The Wolves）のタッグ名で活動を開始。TNAと提携するWRESTLE-1にも参戦。
2017年7月、医師になるための勉強に専念するためGFWを退団。

## 得意技

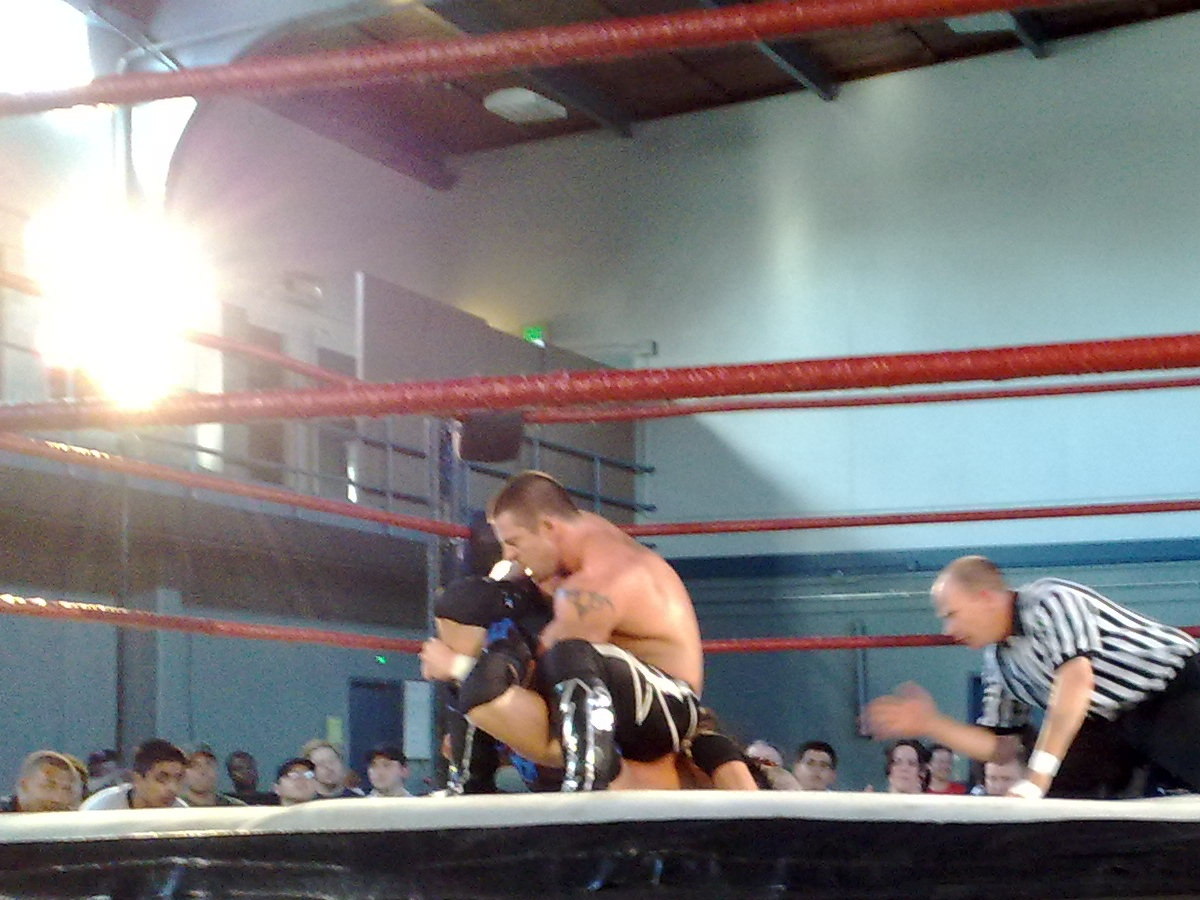
クローバー・リフ

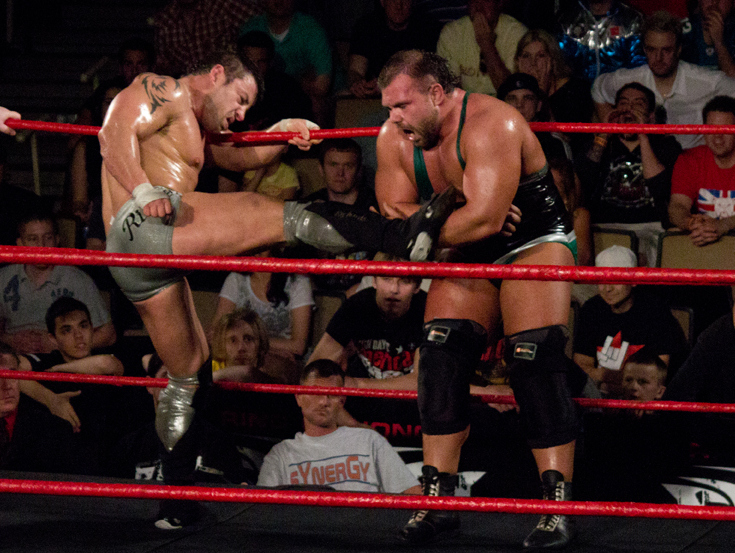
ミドルキック

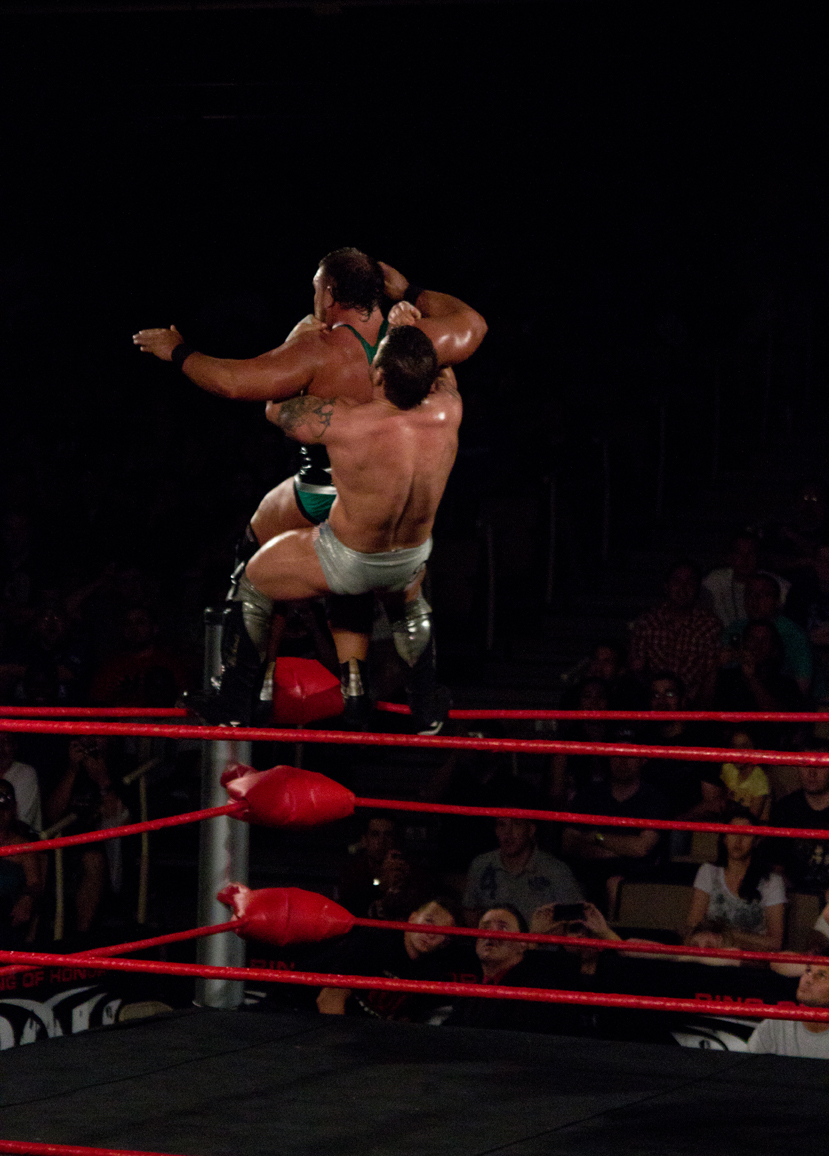
雪崩式ジャーマン
スープレックス

### フィニッシュ・ホールド
14:59
現在の主なフィニッシュ・ホールド。
通常のキーロックに加え、相手の首に脚を引っ掛けて締め上げる。
D.R.ドライバー
ダブルアーム・パイルドライバー。
トップロープから雪崩式に放つこともある。近年はあまり使用されていない。
D.R.ドライバーII
垂直落下式ダブルアーム・ブレーンバスター。現在のフィニッシュ・ホールドのひとつであるが、三沢光晴の使用するタイガードライバー'91と形が似ているためか、ノア参戦時には使用を控えている。
go 2 sleep 2.0／アラーム・クロック
デイビー・リチャーズのオリジナル技。
助走して相手の右脇を左手で左脇を右手で掴み、ミリタリー・プレスの体勢で相手をリフトアップし、相手の体を軽く宙に放り投げて落下してきた相手の顔面や胸板に右足で突き上げるような膝蹴りを叩き込む。ROHにおけるKENTA戦後、繋ぎ技として使用し始めた。
ハマー・オブ・ザ・ゴッド
デイビー・リチャーズのオリジナル技。
相手をブレーンバスターの体勢で持ち上げて相手の体を前方へと落下させて振り上げた右足で相手の胸板に突き上げるような膝蹴りを叩き込む。

### 打撃技
エルボー
エルボースマッシュ
ランニング・エルボー・スマッシュ
バック・ハンドチョップ
ミドルキック
延髄斬り
ダメージ・リフレックス
ロープを逆立ちするようにバウンドし、その反動を利用して相手に延髄斬りを放つ。
スーパーキック

### 投げ技
スープレックス
スーパープレックス
ジャーマンスープレックスホールド
投げっぱなしジャーマン、雪崩式ジャーマンの３種使用する。
パワーボム
ツームストーン・パイルドライバー

### 飛び技
シューティング・スター・プレス
ダイビング・ヘッドバット
かつてのダイナマイト・キッドを彷彿させる技。
トペ・スイシーダ
ダイビング・フットスタンプ

### 関節技
テキサス・クローバー・ホールド
ホース・カラー（マフラー・ホールド）
シャープ・シューター

### 合体技
コントラクト・キラーズ
ロッキー・ロメロとの合体技で、大一番で行う。リチャーズがアルゼンチンバックブリーカーで相手を固定し、ロメロがリチャーズの固定している相手の首又は顔面目掛けてトップロープからのスワンダイビング式ニードロップを食らわせる。

## タイトル歴
TNA
- インパクト世界タッグ王座 : 1回

w / エディ・エドワーズ
ROH
- ROH世界王座 : 1回（第16代）
- ROH世界タッグ王座 : 3回

w / ロッキー・ロメロ : 1回
w / エディ・エドワーズ : 2回
新日本プロレス

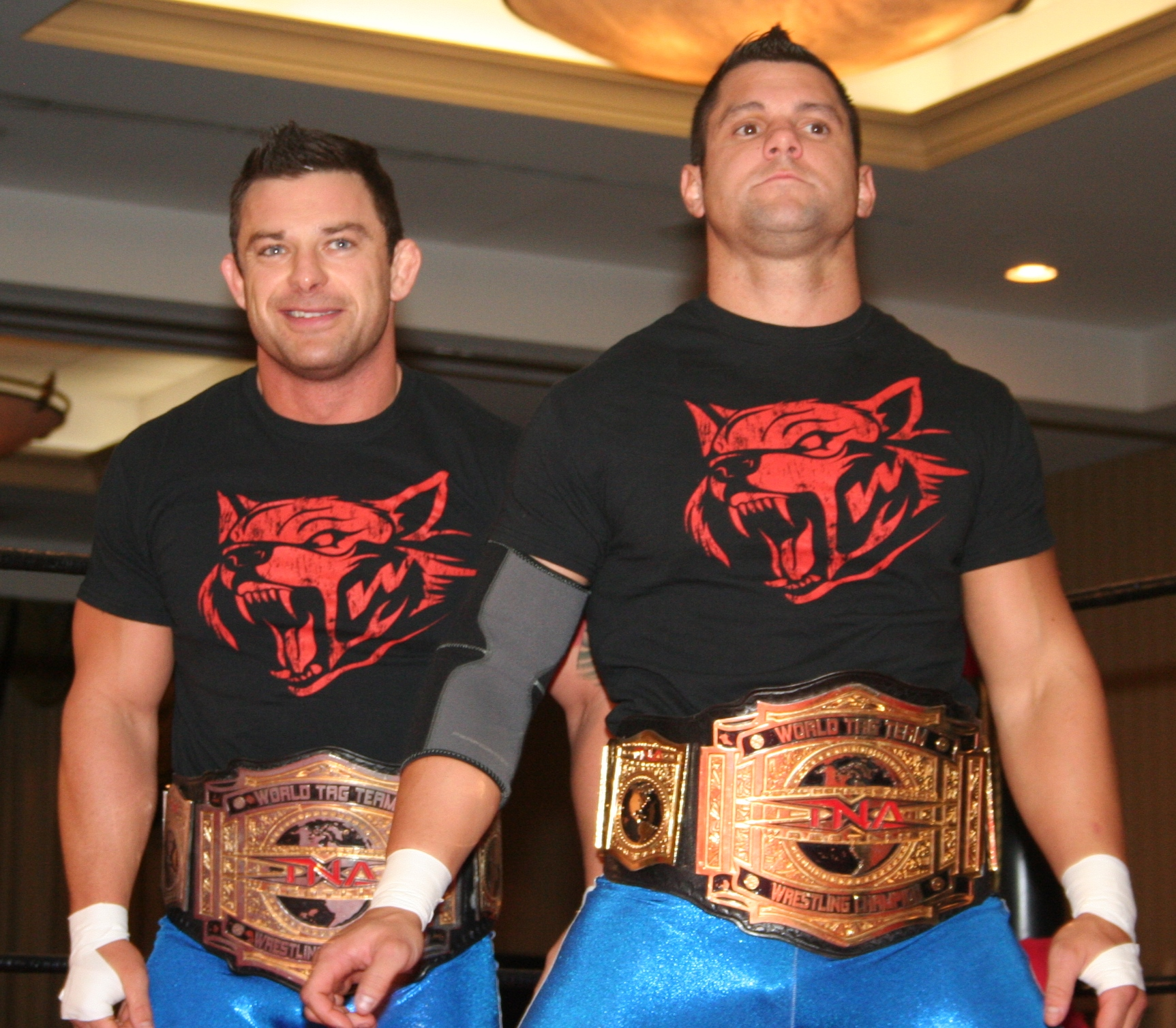
インパクト世界タッグ王座.

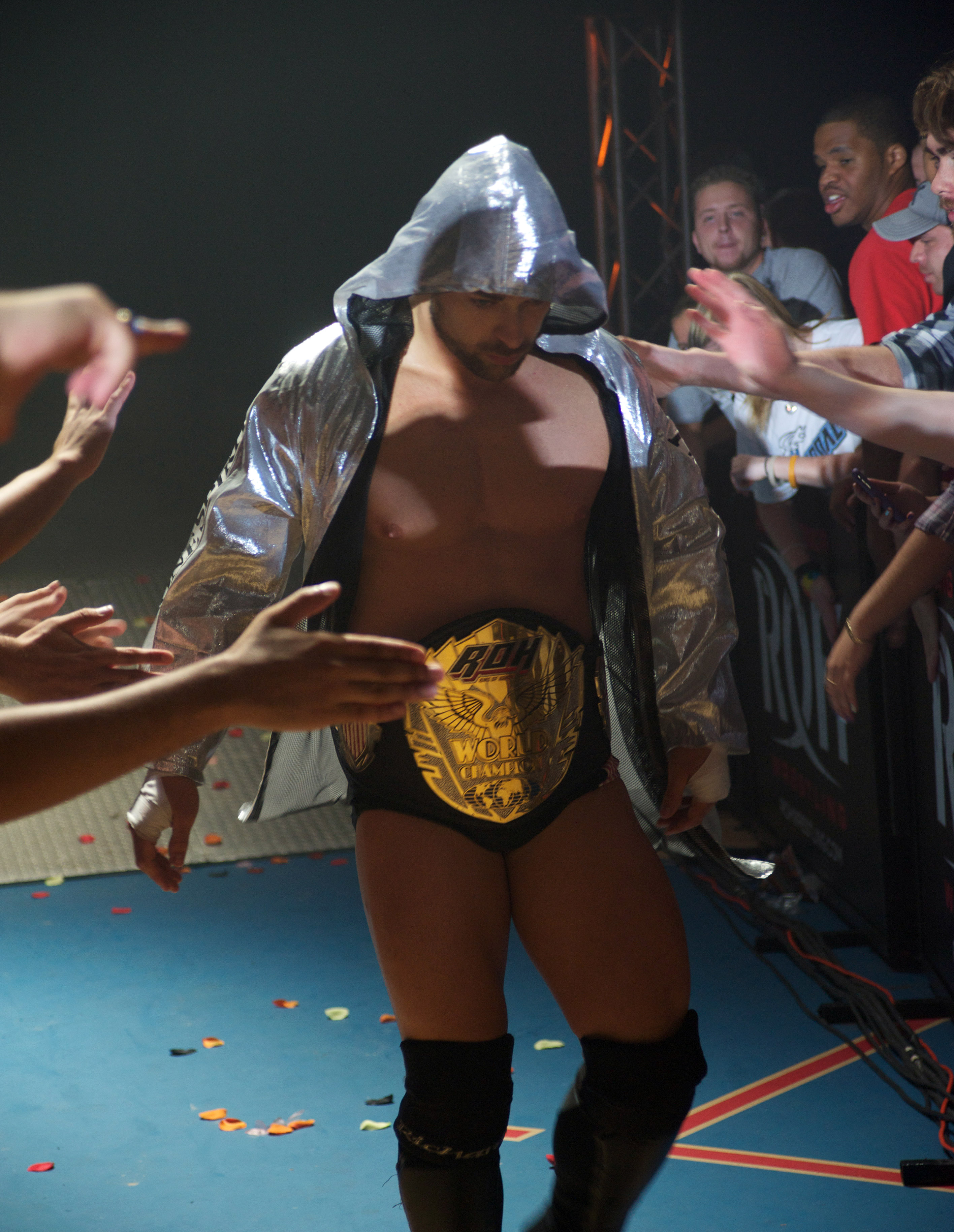
ROH世界ヘビー級王座.

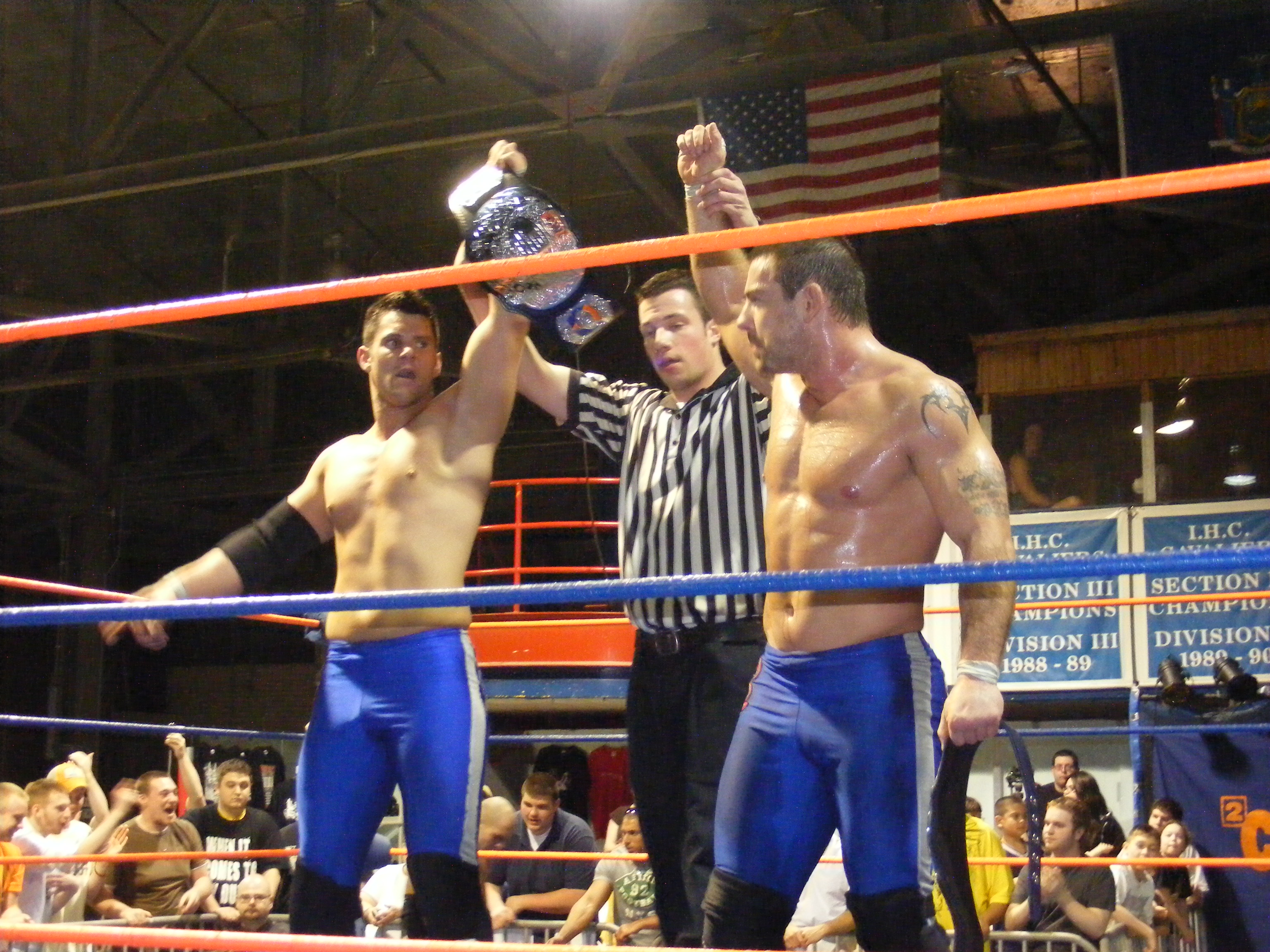
2CWタッグ王座

- IWGPジュニアタッグ王座 : 2回（第29、31代）

w / ロッキー・ロメロ
MLW
- MLWナショナル無差別級王座 : 1回（第3代）
- オペラカップ 優勝（2021年）

PWG
- PWG世界王座 : 1回（第16代）
- PWG世界タッグチーム王座 : 3回

w / スーパー・ドラゴン : 2回
w / ロデリック・ストロング : 1回
- バトル・オブ・ロサンゼルス 優勝（2006年）

他、アメリカのインディー団体を中心に多数のタイトルを獲得。